# Тхабана, Майкл
Мотлалепула (Майкл) Тхабана (англ. Motlalepula (Michael) Thabana; род. 27 февраля 1950) — лесотский легкоатлет, выступавший в беге на длинные дистанции. Участник летних Олимпийских игр 1980 года.

## Биография
Майкл Тхабана родился 27 февраля 1950 года.
В 1978 году участвовал в Играх Содружества в Эдмонтоне. В беге на 10 000 метров занял 19-е место, показав результат 35 минут 32,24 секунды, опередив только Анри Баптиста из Сент-Люсии и уступив 7 минут 18,59 секунды завоевавшему золото Брендону Фостеру из Англии.
В 1980 году вошёл в состав сборной Лесото на летних Олимпийских играх в Москве. В беге на 10 000 метров занял в полуфинале последнее, 10-е место при трёх не финишировавших, показав результат 34.01,5 и уступив 5 минут 15,7 секунды попавшему в финал с 4-го места Лассе Вирену из Финляндии.